# Miasto Petrinja
Miasto Petrinja (chorw. Grad Petrinja) – jednostka administracyjna w Chorwacji, w żupanii sisacko-moslawińskiej. W 2011 roku liczyła 24 671 mieszkańców.